# St. Paul, San Patricio County, Texas
St. Paul är en ort i San Patricio County i delstaten Texas, USA.